# Posidippo (comico)
Posidippo di Cassandrea (in greco antico: Ποσείδιππος?, Poseìdippos o Ποσίδιππος, Posìdippos; Cassandrea, 316 a.C. – 250 a.C.) è stato un commediografo greco antico, attivo nel III secolo a.C. ed esponente della Commedia nuova.

## Biografia e opere
Si conosce molto poco della sua vita: secondo il lessico Suida, Posidippo, nato da Cinisco, un macedone residente ad Atene, cominciò a scrivere commedie nel 289 a.C., tre anni dopo la morte di Menandro, primo macedone a comporre commedie ad Atene.
Sempre secondo la Suida, Posidippo compose quasi 30 commedie, di cui nessuna si è conservata. Aulo Gellio riferisce che vari comici latini si ispirarono alle sue commedie o le tradussero quasi interamente, ottenendo però risultati meno brillanti, secondo il giudizio di Gellio, degli originali. Posidippo conseguì quattro o cinque vittorie alle Grandi Dionisie ed il suo nome fu incluso nel canone dei poeti della Commedia nuova. In numerosi frammenti compaiono i cuochi, in particolare i cuochi schiavi che, secondo Ateneo, proprio Posidippo introdusse sulla scena; un frammento racconta brevemente un episodio reale, il processo a Frine, avvenuto alcune decine di anni prima, la quale secondo Posidippo riuscì ad essere scagionata supplicando in lacrime i singoli membri della giuria.
Delle sue opere sopravvivono 44 frammenti ed alcuni titoli, da cui non è possibile ricavare le trame ma dai quali si evince che facesse uso di termini nuovi rispetto ai precedenti poeti comici attici:
- Ἀναβλέπων ("Anablépon"), L'uomo che ha provato a recuperare la vista
- Ἀποκλειομένη ("Apokleioméne"), La ragazza chiusa fuori (o chiusa dentro)[12]
- Ἀρσινόη ("Arsinoe"), Arsinoe
- Γαλάτης ("Galàtes"), Il Galata
- Δήμοται ("Démotai"), I cittadini
- Ἑρμαφρόδιτος ("Hermaphorditos"), Ermafrodito
- Ἐπίσταθμος ("Epìstathmos"), L'armosta o Il simposiarca
- Ἐφεσία ("Ephesìa"), La ragazza di Efeso
- Κώδων ("Kòdon"),[13] La campana
- Λοκρίδες ("Lokrìdes"), La donna della Locride

- Μεταφερόμενοι ("Metapheròmenoi"),[14] Gli uomini che hanno provato a cambiare
- Μύρμηξ ("Myrmex"), La formica
- Ὅμοιοι ("Homoioi"), Le persone che si assomigliano
- Παιδίον ("Paidìon"), Il bambino
- Πορνοβοσκός ("Pornoboskòs"), Il gestore del postribolo
- Σύντροφοι ("Syntrophoi"), I fratelli adottivi (o I compagni)
- Φιλόσοφοι ("Philòsophoi"), I filosofi[15]
- Φιλοπάτωρ ("Philopàtor"), Colui che ama il padre
- Χορεύουσαι ("Choreyoysai"), La ragazze danzatrici

Una statua di Posidippo è conservata presso il Museo Pio-Clementino (numero di inventario 735), uno dei complessi dei Musei Vaticani, e rappresenta il poeta seduto. La statua, una copia romana da originale greco, fu rinvenuta insieme ad un'altra raffigurante un altro comico (Menandro o, più probabilmente, un comico romano) ed inizialmente si pensava che raffigurassero Lucio Cornelio Silla e Gaio Mario.

## Edizioni
- (LA) August Meineke (a cura di), Fragmenta comicorum graecorum, vol. 1, Berlino, G. Reimer, 1839.
- (GRC, LA)   Theodor Kock (a cura di), Comicorum atticorum fragmenta, vol. 3, Lipsia, B.G. Teubner, 1888.